# Parcul Statuilor din Budapesta

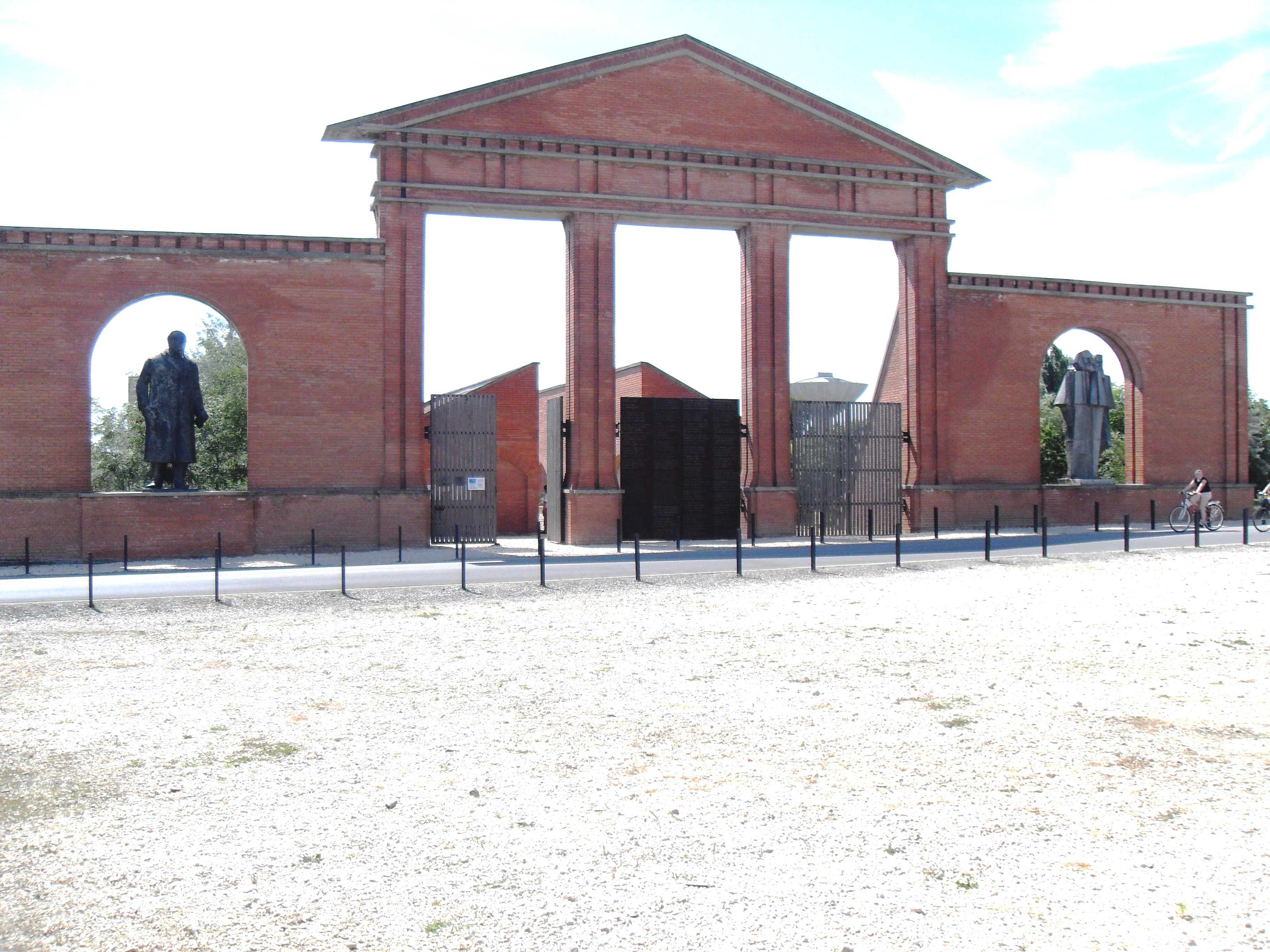
Intrarea principală a parcului. În stânga, statuia înaltă de 4 m a lui Lenin, în dreapta, statuia lui Marx şi Engels

Parcul Statuilor din Budapesta, denumit și Memento Park, a fost construit ca obiectiv turistic, între anii 1992 și 1993, într-un pitoresc cadru natural de la marginea orașului Budapesta, pe drumul ce duce spre stațiunea Balaton. Deși nu era încă terminat, muzeul în aer liber a fost deschis publicului la 29 iunie 1993, data simbolizând pentru maghiari aniversarea retragerii trupelor sovietice.

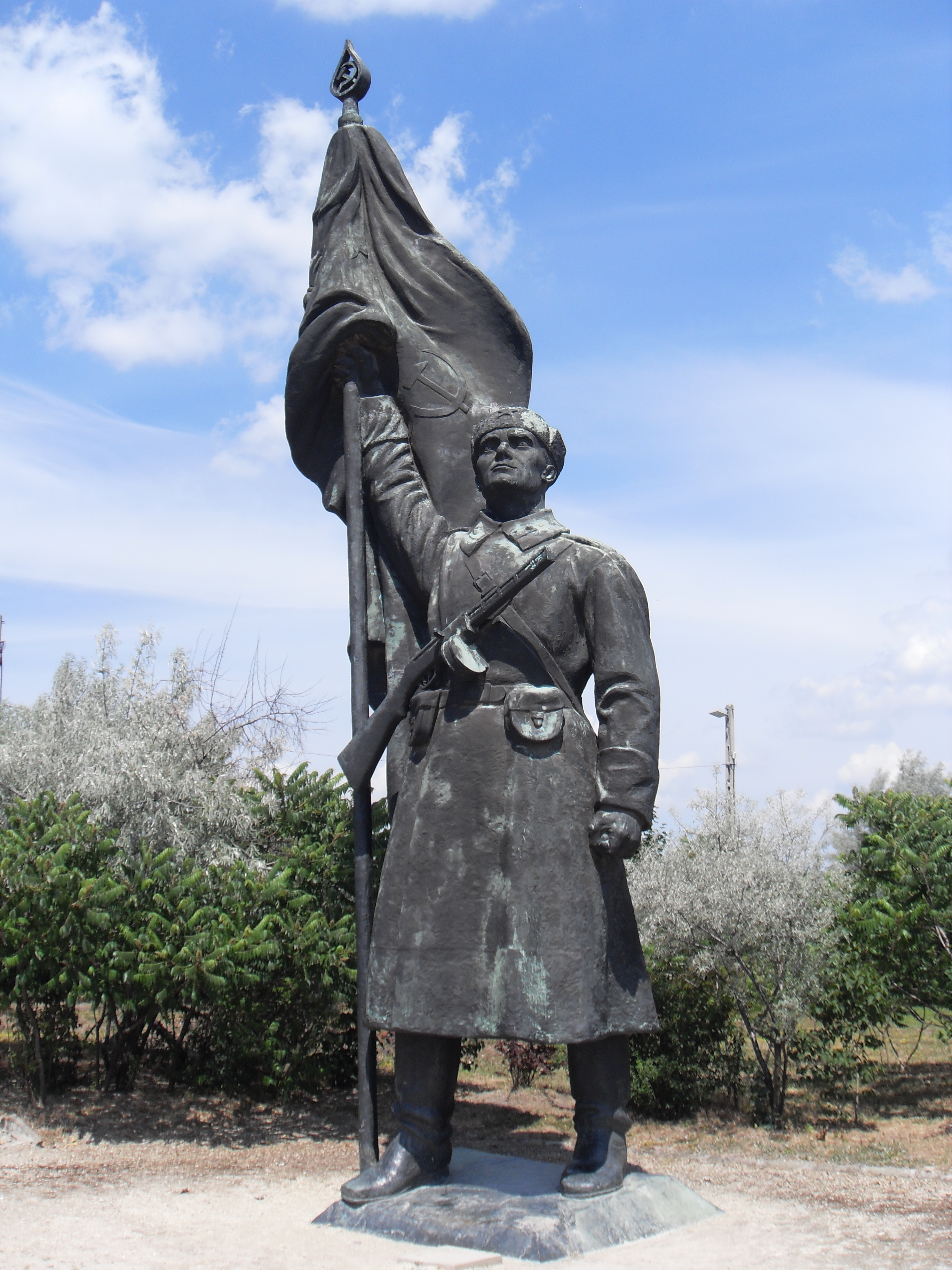
„Soldatul sovietic”, adus în parc după ce a fost îndepărtat de la baza soclului Statuii Libertăţii de pe dealul Gellért. De fapt, este o reconstituire din 1956 a originalului distrus în timpul Revoluției.

În parcul proiectat de arhitectul Ákos Eleőd în 1991, după căderea comunismului, sunt expuse 42 de statui, adunate de pe străzile Budapestei de autoritățile locale din Budapesta, care au avut inspirația de a nu distruge moștenirea comunistă. Unele sunt monumente gigantice, ridicate la vremea lor ca omagiu adus „prieteniei maghiaro-sovietice” (Memorialul Eroilor Sovietici și Monumentul Eliberării sau „Soldatul sovietic”, îndepărtat de la baza soclului Statuii Libertății de pe dealul Gellért, singura statuie comunistă rămasă la locul ei, după ce numele soldaților sovietici și inscripțiile cu litere chirilice au fost înlăturate, iar noua inscripție dedica monumentul tuturor celor care și-au dat viața pentru independența, libertatea și fericirea Ungariei), statuile lui Lenin, Marx și Engels, în timp ce altele sunt busturi și reliefuri cu lideri comuniști maghiari ori lucrări dedicate unor „momente revoluționare”. În parc nu există nici o statuie a lui Stalin, deoarece unica statuie al lui Stalin din Ungaria a fost distrusă în timpul Revoluției din 1956. Din statuie au mai rămas doar cizmele sale uriașe, care au fost instalate pe un imens soclu la intrarea în incinta Parcului.
Parcul a fost inclus în ghidurile turistice ale Budapestei. În orice hotel se găsesc pliante de prezentare. O dată sau de două ori pe zi, în funcție de sezon, turiștii sunt preluați de un autocar din Deak Ter, una din piețele centrale ale Budapestei, și pot vizita Parcul Statuilor contra a 10 euro, preț care include transportul dus-întors și prețul biletului de intrare. Parcul este proprietatea statului maghiar și se autofinanțează din banii obținuți de la cei aproximativ 40.000 vizitatori anuali, prin vânzarea biletelor și a "suvenirurilor".